# 拉孔謝島
66°47′S 141°29′E / 66.783°S 141.483°E
拉孔謝島（La Conchée），是南極洲的島嶼，位於阿黛利地，長0.5公里，處於帕斯卡島和蒙日島之間，在穆斯角東北面1.3公里，在1950年由法國探險隊繪入地圖，現時由南極條約體系管理。